# Tribuno
Tribuno è il nome di alcuni magistrati, funzionari e militari della Roma antica, originariamente legate alla suddivisione in tribù di Roma.

## Storia
I primi tribuni furono creati da Romolo, che nell'atto di creare le tre tribù originarie (Ramnes, Tities e Luceres) pose a capo di ciascuna di esse un capo, che le rappresentasse.

## Tipi di tribuno
- Tribuno della plebe (Tribunus plebis), magistrato della plebe romana
- Tribuno consolare (Tribunus militum consulari potestate), magistratura suprema della repubblica romana durante alcuni periodi del V e IV secolo a.C.
- Tribuno militare (Tribunus militum), Ufficiale Superiore della Legione romana in epoca repubblicana e imperiale
- Tribuno erario (Tribunus aerarii), magistrato che in origine distribuiva la paga ai soldati
- Tribuno angusticlavio (Tribunus angustum clavium), magistrato con incarichi militari, comandante di una Coorte
- Tribunus celerum, comandante delle tre centurie di Celeres, risalenti all'epoca di Romolo